# Särkijärvi (sjö i Ilomants, Norra Karelen)
Särkijärvi är en sjö i kommunen Ilomants i landskapet Norra Karelen i Finland. Den är 2,6 meter djup. Arean är 36 hektar och strandlinjen är 3,25 kilometer lång. Sjön  ingår i Vuoksens huvudavrinningsområde.   Den ligger omkring 80 kilometer nordöst om Joensuu och omkring 450 kilometer nordöst om Helsingfors. 